# USS Reeves (CG-24)
USS Reeves – amerykański krążownik rakietowy typu Leahy. Wszedł do służby w 1964. Początkowo klasyfikowany jako duży niszczyciel (lider), jednak od 1975, po reformie klasyfikacji okrętów, klasyfikowany jako krążownik rakietowy. Wycofany ze służby w 1993. Zatopiony jako okręt cel w 2001.

## Historia
Stępkę pod budowę USS "Reeves" położono w stoczni Puget Sound 1 lipca 1960. Wodowanie miało miejsce 12 maja 1962, wejście do służby 15 maja 1964.
W kwietniu 1965 okręt wszedł w skład 7 Floty działającej w rejonie zachodniego Pacyfiku. Przez 6 miesięcy operował głównie u wybrzeży Wietnamu zapewniając obronę przeciwlotniczą lotniskowcom USS "Oriskany" i USS "Midway". W maju 1966 rozpoczął 2-letnią służbę u wybrzeży Wietnamu jako okręt do poszukiwania załóg zestrzelonych amerykańskich samolotów. Na początku 1969 okręt wszedł do stoczni Bath Iron Works, gdzie poddano go modernizacji.
5 listopada 1986 USS "Reeves" przewodził wizycie 3 amerykańskich okrętów w chińskim porcie Qingdao. Była to pierwsza tego rodzaju wizyta od roku 1949 i sygnał świadczący o poprawie stosunków amerykańsko-chińskich.
Od lipca do grudnia 1987 uczestniczył w eskortowaniu tankowców w rejonie Zatoki Perskiej.
30 października 1989 samolot F-14 Tomcat z lotniskowca USS "Midway" omyłkowo zrzucił bombę o wadze 220 kg, która trafiła USS "Reeves" w części dziobowej. W wyniku wybuchu uszkodzeniu uległ kadłub okrętu, wybuchł niegroźny pożar, a rannych zostało 5 marynarzy.
"Reeves" został wycofany ze służby 12 listopada 1993. 31 maja 2001 w ramach wspólnych ćwiczeń amerykańsko-australijskich okręt został zatopiony u wybrzeży Australii jako okręt-cel.